# Reutlinger General-Anzeiger
Le Reutlinger General-Anzeiger est un journal quotidien allemand local diffusé dans la Région Neckar-Alb, Land de Bade-Wurtemberg.

## Histoire
Le journal paraît pour la première fois à Reutlingen le 11 novembre 1888
Après le décès de l'éditeur Eugen Lachenmann en 1985, son gendre d'origine estonienne Valdo Lehari reprend la direction. La première imprimerie de Reutlingen-Betzingen démarre ses activités en 1987 et est remplacée par la coentreprise actuelle en 2004. Après le décès de Valdo Lehari le 28 novembre 2010, son fils Valdo Lehari Jr. prend la relève de la direction.